# Климов, Василий Васильевич (священник)
Василий Васильевич Климов (1869—1937) — священник, член III Государственной думы от Томской губернии.

## Биография
Образование получил в Томской гимназии, после пятого класса которой поступил на службу в Томскую консисторию и Томскую контрольную палату.
В 1896 году был рукоположён в священники женского монастыря в Барнауле. В 1899 году был перемещён в село Шаховское Барнаульского уезда. В 1901 году поступил вольнослушателем в шестой класс Томской духовной семинарии, которую окончил в 1902 году. По окончании семинарии был назначен настоятелем Александро-Невской церкви в Бийске. Был заведующим церковно-приходской школой и председателем попечительства о бедных при Александро-Невской церкви. Состоял членом уездного отделения епархиального училищного совета, избирался депутатом духовенства на епархиальных съездах (1903—1906).
В 1907 году состоял выборщиком в III Государственную думу. На одном из предвыборных собраний произнёс речь умеренно-прогрессивного содержания, в результате чего 2 сентября 1908 года, по независящим от него причинам, был переведён в село Кашинское Барнаульского уезда. 2 ноября 1908 года на дополнительных выборах от 2-го съезда городских избирателей избран в Государственную думу на место скончавшегося В.К. Штильке. Был секретарём фракции прогрессистов и мирнообновленцев. Состоял членом комиссий: по рабочему вопросу, по городским делам, по переселенческим делам.
В 1937 году проживал в Чимкенте Южно-Казахстанской области, где был священником местной церкви. Арестован 23 июня 1937 года, обвинялся по статьям 58-10, 58-11 УК РСФСР. 26 августа 1937 года приговорён к ВМН тройкой УНКВД по Южно-Казахстанской области и расстрелян на следующий день в урочище Лисья балка.
5 июня 1958 года был реабилитирован, постановлением Президиума областного суда по Южно-Казахстанской области за недоказанностью состава преступления.